# Wilkonice (województwo mazowieckie)
Wilkonice – wieś sołecka w Polsce położona w województwie mazowieckim, w powiecie grójeckim, w gminie Błędów.
| SIMC    | Nazwa   | Rodzaj    |
| ------- | ------- | --------- |
| 0615227 | Marynin | część wsi |

W latach 1975–1998 miejscowość należała administracyjnie do województwa radomskiego.